# Championnat de Malte de football 2002-2003
Navigation
Saison précédente Saison suivante
La saison 2002-2003 de Premier League Maltaise était la quatre-vingt-huitième édition de la première division maltaise.
Lors de cette saison, le Paola Hibernians FC a tenté de conserver son titre de champion face aux neuf meilleurs clubs maltais lors d'une série de matchs se déroulant sur toute l'année.
Les dix clubs participants à la première phase de championnat ont été confrontés à deux reprises aux neuf autres. En gardant une partie des points acquis lors de la première phase, les six premiers se sont affrontés deux fois de plus pour se disputer la victoire finale et les quatre derniers pour éviter la relégation.
C'est le Sliema Wanderers FC qui a été sacré champion de Malte pour la vingt-quatrième fois.
Trois places étaient qualificatives pour les compétitions européennes, la quatrième place étant celle du vainqueur du Trophée Rothman 2002-2003.

## Qualifications en coupe d'Europe
À l'issue de la saison, le champion a participé au 1er tour de qualification de la Ligue des champions 2003-2004.
Le vainqueur du Trophée Rothman et le troisième du championnat, le deuxième étant le vainqueur de Trophée et le finaliste étant le Sliema Wanderers FC, ont pris les places pour la Coupe UEFA 2003-2004.
Enfin, la première équipe dans l'ordre du classement qui l'a souhaité a participé à la Coupe Intertoto 2003.

## Les dix clubs participants
| Club                | Stade             | Capacité | Ville      |
| ------------------- | ----------------- | -------- | ---------- |
| Birkirkara FC       | Infetti Ground    | 2 000    | Birkirkara |
| Floriana FC         | -                 | -        | Floriana   |
| Hamrun Spartans     | Victor Tedesco    | 6 000    | Hamrun     |
| Paola Hibernians FC | Hibernians Ground | 8 000    | Paola      |
| Marsa FC            | -                 | -        | Marsa      |
| Marsaxlokk FC       | -                 | -        | Marsaxlokk |
| Mosta FC            | -                 | -        | Mosta      |
| Pietà Hotspurs      | -                 | -        | Pietà      |
| Sliema Wanderers FC | Guze Fava Ground  | 4 000    | Sliema     |
| La Vallette FC      | -                 | -        | La Valette |

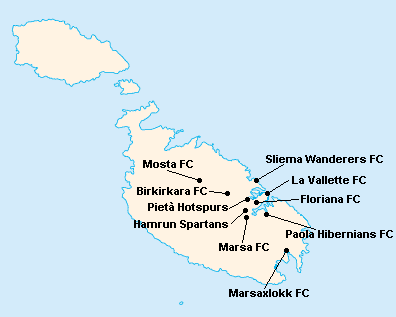
Localisation des clubs engagés dans le championnat.

L'île de Malte étant relativement petite, les clubs évoluent tous au stade National Ta'Qali (17 400 places). Certain cependant ont leur propre enceinte qu'ils peuvent éventuellement utiliser.

## Compétition

### Phase 1

#### Classement
| Rang | Équipe                  | Pts | J  | G  | N | P  | Bp | Bc | Diff |
| ---- | ----------------------- | --- | -- | -- | - | -- | -- | -- | ---- |
| 1    | Sliema Wanderers FC     | 44  | 18 | 14 | 2 | 2  | 51 | 16 | +35  |
| 2    | Birkirkara FC (C)       | 40  | 18 | 13 | 1 | 4  | 46 | 24 | +22  |
| 3    | La Vallette FC          | 37  | 18 | 12 | 1 | 5  | 42 | 18 | +24  |
| 4    | Paola Hibernians FC (T) | 30  | 18 | 9  | 3 | 6  | 35 | 26 | +9   |
| 5    | Pietà Hotspurs          | 23  | 18 | 6  | 5 | 7  | 19 | 22 | -3   |
| 6    | Marsaxlokk FC (P)       | 21  | 18 | 7  | 0 | 11 | 27 | 38 | -11  |
| 7    | Floriana FC             | 20  | 18 | 6  | 2 | 10 | 22 | 31 | -9   |
| 8    | Hamrun Spartans         | 17  | 18 | 5  | 2 | 11 | 25 | 40 | -15  |
| 9    | Marsa FC                | 16  | 18 | 4  | 4 | 10 | 25 | 45 | -20  |
| 10   | Mosta FC (P)            | 10  | 18 | 2  | 4 | 12 | 14 | 46 | -32  |

| Légende : Qualifications et relégations | Légende : Qualifications et relégations                                        |
| --------------------------------------- | ------------------------------------------------------------------------------ |
|                                         | Qualifié pour le tour des champions                                            |
|                                         | Qualifié pour le tour de relégation                                            |
|                                         | (T) : Tenant du titre 2001-2002 (P) : Promu (C) : Vainqueur du Trophée Rothman |

#### Matchs
| Résultats (▼dom., ►ext.)                                   | Bir | Flo | Ham | Hib | Mar | Mrx | Mos | Pie | Sli | Val |
| Birkirkara FC                                              |     | 1-2 | 4-2 | 0-3 | 3-0 | 4-2 | 2-0 | 2-1 | 1-3 | 1-3 |
| Floriana FC                                                | 0-3 |     | 0-1 | 1-0 | 1-3 | 2-0 | 1-3 | 0-0 | 2-5 | 1-2 |
| Hamrun Spartans                                            | 2-3 | 2-0 |     | 0-3 | 2-3 | 1-4 | 2-2 | 2-3 | 0-5 | 2-1 |
| Paola Hibernians FC                                        | 1-3 | 4-1 | 3-2 |     | 2-2 | 1-2 | 2-2 | 1-0 | 2-0 | 2-5 |
| Marsa FC                                                   | 0-6 | 2-3 | 2-1 | 2-2 |     | 1-3 | 1-1 | 0-1 | 0-5 | 1-2 |
| Marsaxlokk FC                                              | 1-3 | 1-3 | 1-3 | 0-4 | 2-0 |     | 3-0 | 1-0 | 0-3 | 3-5 |
| Mosta FC                                                   | 0-3 | 1-4 | 1-2 | 2-1 | 0-5 | 1-4 |     | 0-2 | 1-3 | 0-4 |
| Pietà Hotspurs                                             | 0-1 | 1-1 | 1-1 | 0-1 | 2-2 | 2-0 | 3-0 |     | 2-2 | 0-3 |
| Sliema Wanderers FC                                        | 3-3 | 1-0 | 2-0 | 2-3 | 3-1 | 1-0 | 4-0 | 5-0 |     | 2-1 |
| La Vallette FC                                             | 1-3 | 1-0 | 2-0 | 2-0 | 6-0 | 4-0 | 0-0 | 0-1 | 0-2 |     |
| - Victoire à domicile - Match nul - Victoire à l'extérieur |     |     |     |     |     |     |     |     |     |     |

### Phase 2

#### Classement
| Rang | Équipe                  | Pts | J  | G  | N | P  | Bp | Bc | Diff |
| ---- | ----------------------- | --- | -- | -- | - | -- | -- | -- | ---- |
| 1    | Sliema Wanderers FC     | 42  | 28 | 20 | 4 | 4  | 70 | 28 | +42  |
| 2    | Birkirkara FC (C)       | 37  | 28 | 18 | 3 | 7  | 64 | 34 | +30  |
| 3    | La Vallette FC          | 35  | 28 | 16 | 5 | 7  | 57 | 31 | +26  |
| 4    | Paola Hibernians FC (T) | 32  | 28 | 14 | 5 | 9  | 53 | 36 | +17  |
| 5    | Pietà Hotspurs          | 19  | 28 | 7  | 9 | 12 | 27 | 43 | -16  |
| 6    | Marsaxlokk FC (P)       | 16  | 28 | 8  | 2 | 18 | 34 | 57 | -23  |

| Rang | Équipe          | Pts | J  | G | N | P  | Bp | Bc | Diff |
| ---- | --------------- | --- | -- | - | - | -- | -- | -- | ---- |
| 7    | Hamrun Spartans | 21  | 24 | 8 | 5 | 11 | 32 | 43 | -11  |
| 8    | Floriana FC     | 20  | 24 | 8 | 6 | 10 | 32 | 34 | -2   |
| 9    | Marsa FC        | 16  | 24 | 6 | 6 | 12 | 33 | 53 | -20  |
| 10   | Mosta FC (P)    | 6   | 24 | 2 | 5 | 17 | 17 | 60 | -43  |

| Légende : Qualifications et relégations | Légende : Qualifications et relégations                                                     |
| --------------------------------------- | ------------------------------------------------------------------------------------------- |
|                                         | Ligue des champions 2003-2004 (1er Tour de qualification)                                   |
|                                         | Coupe UEFA 2003-2004 (Tour de qualification)                                                |
|                                         | Coupe Intertoto 2003 (1er Tour)                                                             |
|                                         | Relégation en First Division Maltaise                                                       |
|                                         | (T) : Tenant du titre 2001-2002 (P) : Promu en 2001-2002 (C) : Vainqueur du Trophée Rothman |

#### Matchs
| Résultats (▼dom., ►ext.)                                   | Bir | Hib | Mrx | Pie | Sli | Val |
| Birkirkara FC                                              |     | 2-1 | 0-1 | 2-0 | 0-0 | 7-2 |
| Paola Hibernians FC                                        | 0-1 |     | 2-0 | 2-1 | 5-2 | 1-1 |
| Marsaxlokk FC                                              | 1-4 | 0-2 |     | 1-1 | 0-1 | 1-1 |
| Pietà Hotspurs                                             | 0-0 | 0-5 | 3-2 |     | 2-2 | 0-5 |
| Sliema Wanderers FC                                        | 3-2 | 3-0 | 3-0 | 2-1 |     | 0-2 |
| La Vallette FC                                             | 2-0 | 0-0 | 2-1 | 0-0 | 0-3 |     |
| - Victoire à domicile - Match nul - Victoire à l'extérieur |     |     |     |     |     |     |

| Résultats (▼dom., ►ext.)                                   | Flo | Ham | Mar | Mos |
| Floriana FC                                                |     | 1-1 | 5-1 | 1-1 |
| Hamrun Spartans                                            | 0-0 |     | 1-1 | 3-1 |
| Marsa FC                                                   | 0-0 | 0-1 |     | 5-1 |
| Mosta FC                                                   | 0-3 | 0-1 | 0-1 |     |
| - Victoire à domicile - Match nul - Victoire à l'extérieur |     |     |     |     |

## Bilan de la saison
| Tableau d'Honneur       |                     |
| Compétition             | Vainqueur           |
| Premier League Maltaise | Sliema Wanderers FC |
| Trophée Rothman         | Birkirkara FC       |
| Supercoupe de Malte     | Birkirkara FC       |

| Qualifications européennes 2003-2004 |                              |
| Ligue des champions                  | Qualifiés                    |
| 1er tour de qualification            | Sliema Wanderers FC          |
| Coupe UEFA                           | Qualifiés                    |
| Tour de qualification                | Birkirkara FC La Vallette FC |
| Coupe Intertoto                      | Qualifiés                    |
| 1er tour                             | Paola Hibernians FC          |

| Promotions et relégations           |                                          |
| Relégués en First Division Maltaise | Marsa FC Mosta FC                        |
| Promus de First Division Maltaise   | Msida Saint-Joseph Balzan Youths FC (en) |